# Neumoparotiditis
La neumoparotiditis también llamada neumoparótida es una alteración inflamatoria rara que usualmente no se diagnostica correctamente y por ende es tratada erróneamente.	 La neumoparotiditis es causada por aumento de presión intra-oral y paso secundario de aire al conducto de Stensen o Stenony a ramas intraglandulares.

## Signos y síntomas
El principal síntoma es un aumento de tamaño de las glándulas parotidas, la hinchazón puede ser unilateral o bilateral, dolorosa o no dolorosa. Puede haber presencia de crepitos, salivación espumosa y burbujas al realizar un masaje en las glándulas. La hinchazón resuelve en minutos a horas y a veces puede tomar días.

## Causas
La condición es causada por un aumento de presión en la cavidad oral. Esto causa insuflación del conducto de Stensen y luego inflamación. La neumoparotiditis se puede desarrollar por causas laborales como instrumentistas de viento (trompetistas, flautistas, etc.) o personas que hacen vidrio soplado.

## Diagnóstico
No se requiere de investigación detallada debido a que la historia es muy sugestiva de la causa. La sialografia demuestra presencia de burbujas entre los ductos.
A veces se realiza ultrasonido y tomografía para investigar otras causas de hinchazón y estas demuestran aire entre la glándula y los ductos.

## Pronóstico
Posibles complicaciones incluyen disección del aire, causando enfisema subcutáneo con compromiso de la vía aérea, neumomediastino o neumotorax. Un daño repetitivo puede generar sialectasia, causando estas salivar y el riesgo de infecciones bacterianas recurrentes.

## Tratamiento
El manejo usualmente es muy directo. Evitar el aumento de la presión intra-oral casi siempre resulta en una resolución total de los signos. Virtualmente no se necesita un tratamiento con antibióticos ya que la sialoadenitis aguda supurativa asociada a neumoparotiditis es muy rara.